# جايسون
جايسون (بالنرويجية البوكمول: John Arne Sæterøy)‏ هو رسام كارتون نرويجي، ولد في 16 مايو 1965 في مولده في النرويج.